# Paguristes oxyacanthus
Paguristes oxyacanthus is een tienpotigensoort uit de familie van de Diogenidae. De wetenschappelijke naam van de soort is voor het eerst geldig gepubliceerd in 1952 door Forest.